# Artur Daniel
Artur Daniel (ur. 28 kwietnia 1982) – polski tenisista stołowy, indywidualny i drużynowy mistrz Polski. Zawodnik klubu KS AZS AWFiS Gdańsk.
Zadebiutował w mistrzostwach świata w Jokohamie w 2009 roku. Wygrywając trzy pojedynki w kwalifikacjach awansował do turnieju głównego w grze pojedynczej, gdzie trafił na czołowego tenisistę stołowego świata, Chińczyka Wang Liqina, przegrywając z nim 0-4.

## Osiągnięcia
- mistrzostwo Polski w grze pojedynczej (2009)
- drużynowe mistrzostwo Polski w sezonie 2007/2008
- brązowy medal mistrzostw Polski w grze podwójnej (z Marcinem Kusińskim) w 2006 roku